# D’om le vrai sens
«D’om le vrai sens» (с фр. — «Истинное чувство человека») — концерт для кларнета с оркестром финского композитора Кайи Саариахо.
Написан в 2010 году для кларнетиста Кари Криикку; впервые исполнен им 8 сентября 2010 года во дворце «Финляндия» вместе с Симфоническим оркестром Финского радио под управлением Сакари Орамо. Те же исполнители осуществили 18—20 апреля 2011 года первую студийную запись произведения.
В концерте используются элементы инструментального театра: во время исполнения кларнетист, в соответствии с указаниями в партитуре, перемещается по концертному залу.

## Описание
Концерт вдохновлён циклом из шести позднесредневековых гобеленов «Дама с единорогом», аллегорически изображающих, согласно распространённой интерпретации, пять чувств человека и некое дополнительное «шестое чувство». Каждая часть сочинения соответствует одному из гобеленов; кларнет, по словам композитора, представляет присутствующего на всех шести гобеленах единорога.
1. L’Ouïe («Слух»). Солист скрыт от глаз — например, находится позади аудитории — и может быть только слышим. Спокойное, размеренное дыхание оркестра несколько раз прерывается громкими, резкими выкриками кларнета.
2. La Vue («Зрение»). Солист выходит на сцену, появляясь перед глазами слушателей. На соответствующем гобелене единорог глядится в зеркало, и в музыке этой части важную роль играют симметричные построения: в оркестре отражаются мотивы, подаваемые солистом. К примеру, вступительная трель кларнета подхватывается маримбой.
3. L’Odorat («Обоняние»). Солист располагается позади оркестра, если необходимо — на подиуме. В тихой, расслабленной музыке внимание композитора сосредоточено на красочных гармонических сочетаниях и необычных тембрах: используются тыквенная тёрка гуиро, музыкальные подвески из стекла и из ракушек.
4. Le Toucher («Осязание»). Начав играть позади оркестра, солист постепенно выходит вперёд. Самая оживлённая часть концерта. В её концовке кларнет имитирует лошадиное ржание.
5. Le Goût («Вкус»). Солист — в обычном положении возле дирижёра.
6. A mon seul Désir («По моему единственному желанию»). Солист покидает сцену; вслед за ним могут сойти со сцены и скрипки. Последние такты — импровизация кларнетиста с использованием заданных композитором музыкальных элементов. Название этой части, вытканное на последнем гобелене, представляет собой анаграмму названия всего концерта.

Общее время звучания — 30—35 минут.

## Состав оркестра
- Кларнет соло.
- 2 флейты (1-я заменяется на флейту-пикколо, 2-я — на альтовую флейту), 2 гобоя (2-й заменяется на английский рожок), 2 кларнета (2-й заменяется на малый кларнет), бас-кларнет, фагот (заменяется на контрафагот).
- 4 валторны, труба.
- Литавры, другие ударные (4 исполнителя).
- Арфа, челеста.
- Первые и вторые скрипки, альты, виолончели, контрабасы.